# Будинок Павлова

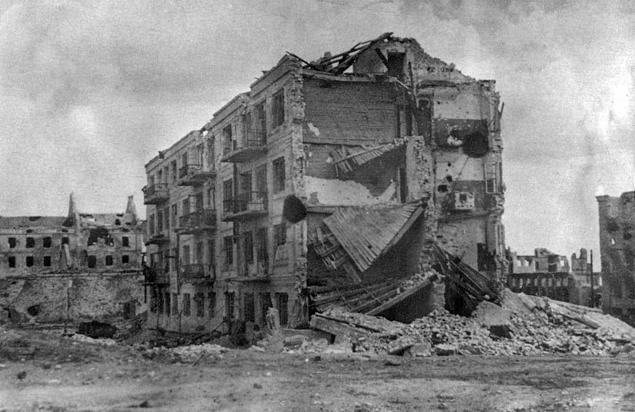
Будинок Павлова після завершення Сталінградскої битви; 1943

48°42′57.15″ пн. ш. 44°31′53.61″ сх. д. / 48.7158750° пн. ш. 44.5315583° сх. д.Буди́нок Па́влова — 4-поверховий житловий будинок в центрі міста Сталінград (нині - місто-герой Волгоград), який під час Сталінградської битви захопив та деякий час утримував загін під командуванням сержанта Павлова. Надалі (протягом майже двох місяців) оборону в будинку Павлова тримав загін радянських бійців під командуванням старшого лейтенанта Афанасьєва. Будинок став символом мужності, стійкості та героїзму.

## Довійни
Чотириповерховий житловий будинок Сталінградської облспоживспілки, за адресою вул. Пензенська, 61, розташований на «Площі імені 9 січня» — головній площі міста.

## Сталінградська битва
У період оборонних боїв у місті Сталінграді (нині місто-герой Волгоград) в ніч на 27 вересня 1942 року, виконуючи наказ командира роти 42-го гвардійського стрілецького полку (13-ї гвардійської стрілецької дивізії, 62-га армія, Донський фронт) старшого лейтенанта Наумова І. І., розвідувальна група: (єфрейтор Глущенко В. С., червоноармійці Олександров О. П., Чорноголовий Н. Я.), яку очолював командир кулеметного відділення сержант Павлов Я. Ф., захопила в центрі міста дивом уцілілий 4-поверховий житловий будинок облспоживспілки, щоб закріпитися в ньому і не допустити прориву німецьких військ до річки Волги на ділянці площі 9 січня (нині площа імені Леніна).

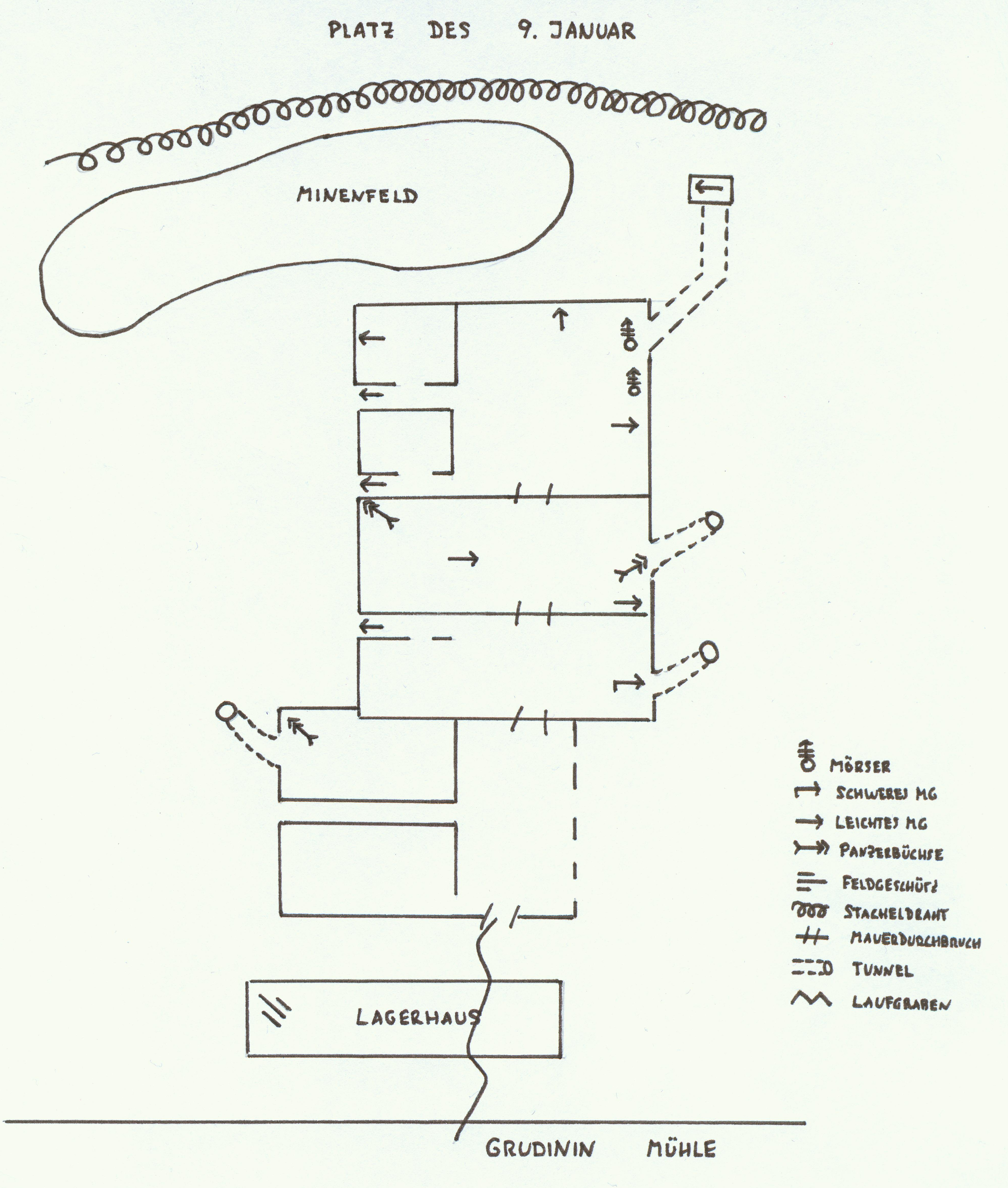
Схема оборони будинку Павлова

На командний пункт 42-го гвардійського стрілецького полку, що перебував навпроти, у зруйнованому млині, надійшла доповідь: «Німців вибив, закріпився. Прошу підкріплення. Павлов». Після цього його група утримувала будинок, що увійшов до історії Сталінградської битви як «Будинок Павлова».
Наступного дня до будинку прибуло підкріплення: кулеметний взвод гвардії лейтенанта Афанасьєва І. Ф. з 3-ї кулеметної роти, група бронебійників з протитанковими рушницями і автоматників, гарнізон будинку збільшився до 18 осіб. У підвалі будинку було встановлено польовий телефон (позивний «Маяк»). Пізніше прибули ротні міномети та снайпер. Гвардійці за допомогою саперів удосконалили оборону будинку, замінували підходи до нього, прорили траншею, якою підтримувався зв'язок із командуванням, доставлялося продовольство, боєприпаси.

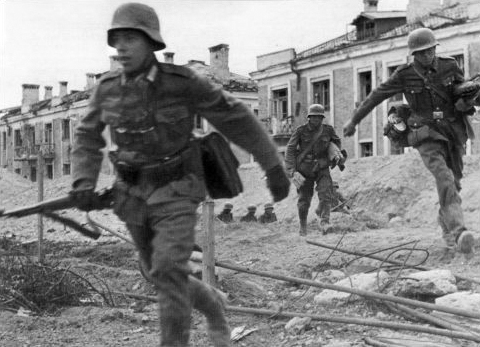
Солдати Вермахту ведуть бої в Сталінграді. Осінь 1942

Двадцять чотири воїни дев'яти національностей стійко оборонялися в укріпленому будинку, відбивали люті атаки противника і утримували будинок до початку контрнаступу радянських військ в Сталінградській битві в умовах перебоїв із постачанням продовольства і води, відсутності нормальних умов для відпочинку (солдати спали на вирваній з труб ізоляції), під постійним вогнем. Німці організовували атаки по кілька разів на день. Щоразу, коли солдати або танки намагалися впритул наблизитися до будинку, бійці зустрічали їх шквальним вогнем з підвалу, вікон і даху.
Будинок став неприступною фортецею. А коли гітлерівцям все ж таки вдалося зруйнувати одну зі стін будинку, бійці жартома казали: «У нас є ще три стіни. Будинок, як будинок, тільки з невеликою вентиляцією».
Героїчна оборона «будинку Павлова» продовжувалася з 27 вересня по 25 листопада 1942 поки радянські війська не перейшли в контратаку.
Під час оборони будинку в підвалі перебували мирні жителі.
Якими були втрати атакуючих, джерела не повідомляють. Маршал Радянського Союзу В. І. Чуйков відзначав, що втрати гітлерівців, що намагалися захопити будинок Павлова, перевищили їх втрати під час захоплення Парижа (Париж було оголошено відкритим містом і бойових дій не відбувалося).

## Після війни

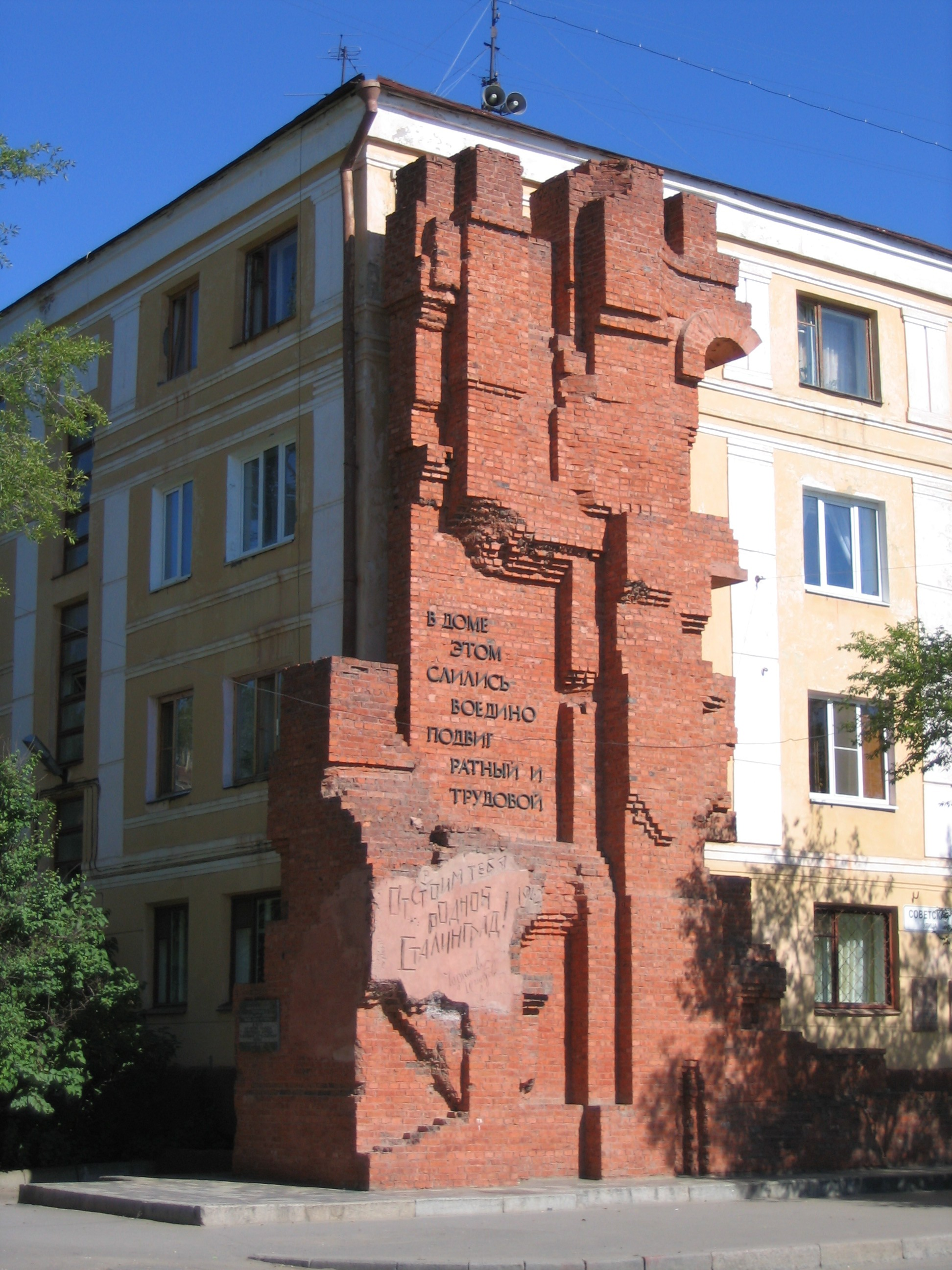
Сучасний вигляд будинку Павлова

За ратні подвиги, мужність і героїзм, проявлені в боях з гітлерівськими загарбниками, Указом Президії Верховної Ради СРСР від 27 червня 1945 року старшому сержантові Якову Павлову присвоєно звання Героя Радянського Союзу з врученням ордена Леніна і «Золотої Зірки» (№ 6775). На вічну пам'ять подвигу захисників будинку Павлова 4 травня 1985 року на іверо́вій стіні будинку з боку вулиці Совєтської відкрито меморіальну стіну-пам'ятник. Напис на ній каже:

| Цей будинок у кінці вересня 1942 року було зайнято сержантом Павловим Я. Ф. і його бойовими товаришами Александровим А. П., Глущенком В. С., Чорноголовим Н. Я. Протягом вересня-листопада 1942 будинок героїчно захищали воїни 3-го батальйону 42-го гвардійського стрілецького полку 13-ї гвардійської ордена Леніна стрілецької дивізії: Александров А. П., Афанасьєв І. Ф., Бондаренко М. С., Воронов І. В., Глущенко В. С., Грідін Т. І., Довженка П. І., Іващенко О. І., Кисельов В. М., Мосіашвілі Н. Г., Мурзай Т., Павлов Я. Ф., Рамазанов Ф. 3., Сараєв В. К., Свірін І. Т., Собгайда А. А., Торгуном К., Турдиев М., Хайт І. Я., Чорноголов Н. Я., Чернишенко О. М., Шаповалов О. Є., Якименко Г. І. Оригінальний текст (рос.) Этот дом в конце сентября 1942 года был занят сержантом Павловым Я. Ф. и его боевыми товарищами Александровым А. П., Глущенко В. С., Черноголовым Н. Я. В течение сентября-ноября 1942 года дом героически защищали воины 3-го батальона 42-го гвардейского стрелкового полка 13-й гвардейской ордена Ленина стрелковой дивизии: Александров А. П., Афанасьев И. Ф., Бондаренко М. С., Воронов И. В., Глущенко В. С., Гридин Т. И., Довженко П. И., Иващенко А. И., Киселев В. М., Мосиашвили Н. Г., Мурзаев Т., Павлов Я. Ф., Рамазанов Ф. 3., Сараев В. К., Свирин И. Т., Собгайда А. А., Торгунов К., Турдыев М., Хайт И. Я., Черноголов Н. Я., Чернышенко А. Н., Шаповалов А. Е., Якименко Г. И. |
| |

Будинок відновили вдячні жителі міста одним із перших на честь мужніх захисників, імена яких увічнено в камені на фронтоні. Офіційно відновлення будинку розпочалось 9 червня 1943 року. З відновлення будинку почався черкасівський рух (рух за відновлення міста у вільний від роботи час).
Сучасна адреса: вул. Совєтська, б. 39.

## Деякі факти
- Сержант Яків Павлов був парашутистом-десантником 13-ї гвардійської стрілецької дивізії (колишнього 3-го повітряно-десантного корпусу) генерал-майора Родимцева
- Хоча участь у двомісячній героїчній обороні будинку брали участь 29 бійців під командуванням лейтенанта Афанасьєва, звання Героя Радянського Союзу після війни було присвоєно лише одному Павлову[4].
- На особистій мапі Паулюса цей будинок було позначено як фортеця[джерело?].
- У комп'ютерній грі «Call of Duty» є місія, в якій гравець має захопити чотириповерховий будинок та утримати його від масованих атак солдатами Вермахту (за підтримки танків) до підходу підкріплення. Під час виконання місії протагоніст перебуває у Сталінграді у складі відділення під командою сержанта Павлова.

## У мистецтві
- Оборона будинку Павлова є однією з сюжетних ліній роману Василя Гроссмана «Життя і доля» та однойменного фільму Сергія Урсуляка.
- Правда про подвиг. Розслідування програми «Искатели». «Легендарный редут» — Перший канал, 2006(рос.)

## Зовнішні джерела
- Памятники и достопримечательности Волгограда: Дом Павлова [Архівовано 10 грудня 2004 у Wayback Machine.]. Две фотографии.
- Сталинград. Дом Павлова — фотоальбом [Архівовано 16 січня 2021 у Wayback Machine.]
- Голос России: ДОМ ПАВЛОВА
- Независимая газета: ПРОШЛОЕ И НАСТОЯЩЕЕ ДОМА ПАВЛОВА
- Начало обороны «Дома Павлова» [Архівовано 21 січня 2005 у Wayback Machine.]

## Відео
- Правда о подвиге. Расследование программы «Искатели». «Легендарный редут». — Первый канал, 2006